# Cultura naqada

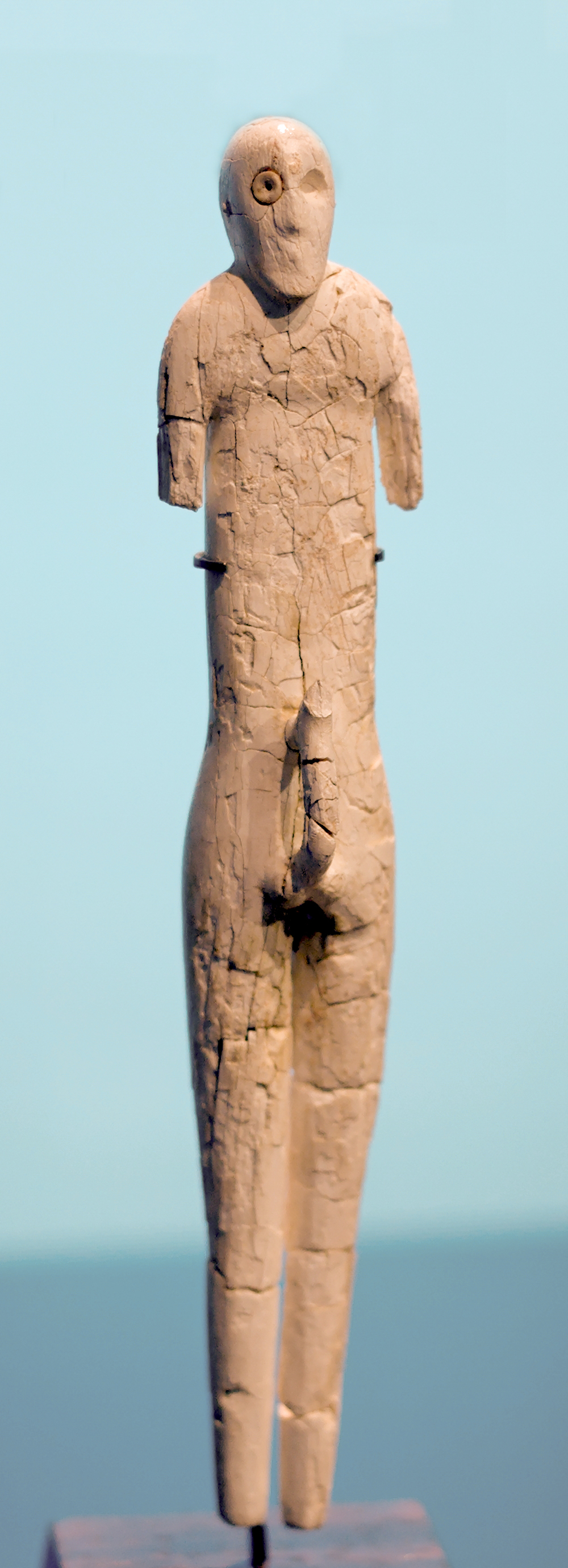
Figurilla de la cultura Naqada, Museo del Louvre.

Naqada o Nagada es el nombre que recibe una cultura arqueológica de la época predinástica del Antiguo Egipto, que se data de ca. 4000 a 3000 a. C.
El nombre fue dado por Werner Kaiser y proviene de la ciudad de Naqada, situada en la ribera del Nilo, 25 kilómetros al norte de Tebas. 
En Naqada, las primeras excavaciones fueron realizadas por Flinders Petrie, James Quibell del University College de Londres, y John Garstang de la Universidad de Liverpool. En éstas encontraron evidencias de una cultura que eclosionó hacia el 3800 a. C. y que tuvo una continuidad cultural durante prácticamente un milenio, llegando hasta Nubia (Hemamein). 
Se divide en tres fases: 
- Naqada I (Amratiense), 4000 - 3500 a. C.,
- Naqada II (Gerzeense), 3500 - 3200 a. C.,
- Naqada III (Semaniense), 3200 - 3000 a. C.

Inicialmente la cultura Naqada I fue denominada Amratiense por Flinders Petrie pero Werner Kaiser, en 1957, le dio el nombre de Naqada mientras Amratiense se aplicaba al periodo, para hacer más hincapié en el hecho de la continuidad cultural entre las tres fases de Naqada.

## Cronología
Cronología según Werner Kaiser.
| Periodo                       | Años a. C.     | Fase                   | Tumbas                                              | Objetos hallados                                                                               | Paletas                                                                             | Gobernantes                                                                             | Dinastía |
| ----------------------------- | -------------- | ---------------------- | --------------------------------------------------- | ---------------------------------------------------------------------------------------------- | ----------------------------------------------------------------------------------- | --------------------------------------------------------------------------------------- | -------- |
| Amratiense                    | c. 3900        | Naqada Ia, Ib, Ic, IIa | Abidos U-239                                        | Cerámica clase B, P, C                                                                         | Las primeras paletas romboidales, sin decorar o con dibujos incisos                 |                                                                                         |          |
| Gerzeense                     | c. 3600        | Naqada IIb             | Naqada 1411, T4                                     | Cerámica decorada (clase D); Gebelein ropa pintada (IIc?)                                      | Paletas romboidales a fusiformes, con cabezas de animales y apéndices en los bordes |                                                                                         |          |
| Gerzeense                     | c. 3600        | Naqada IIc, IId1, IId2 | Hieracómpolis 100, Abidos U-q, U-547, U-503, U-127; | Cerámica con asas ondulada (clase W) Brooklyn, mangos de cuchillos Carnarvon (Naqada IIc-IIIa) | Paletas zoomorfas (peces, tortugas, mamíferos). Paletas Avestruz, Gerzeh y Min      |                                                                                         | 00       |
| Semaniense Predinástico final | c. 3300        | Naqada IIIa1, IIIa2    | Hieracómpolis 6, 11; Abidos U, Uj                   |                                                                                                | Paletas Louvre, Oxford, de los cazadores                                            | Horus Escorpión I                                                                       | 00       |
| Semaniense Predinástico final | c. 3300        | Naqada IIIb1           | Seyala 137.1; Qustul L24. Hieracómpolis 6, 10       | Horizonte A: graffito Gebel Sheij Suleiman.                                                    | Paletas Metropolitan, del Campo de batalla, Bull, Tehenu, Plover, Narmer            | Serej anónimos, Doble Halcón, Horus Ny, Horus Pe, Horus Hat, Horus Hedy; (Horus Iry)    | 0        |
| Semaniense Protodinástico     | c. 3150 - 3000 | Naqada IIIb2, IIIc1    | Hieracómpolis 6, 1                                  | Horizonte B                                                                                    | Paletas Metropolitan, del Campo de batalla, Bull, Tehenu, Plover, Narmer            | Tarjan: Horus Cocodrilo, Hk (?) Horus Escorpión II. Abidos: Horus Iry, Horus Ka, Narmer | 0        |